# جیسون راجرز (شمشیرزن)
جیسون راجرز (انگلیسی: Jason Rogers؛ زادهٔ ۱۴ آوریل ۱۹۸۳) ورزشکار شمشیربازی اهل ایالات متحده آمریکا است.
وی در مسابقات کشوری و بین‌المللی در مجموع برندهٔ ۱ مدال نقره، ۱ مدال برنز شده‌است.